# Elisa Iorio
Elisa Iorio, née le 21 mars 2003 à Modène, est une gymnaste artistique italienne.

## Carrière
Iorio fait ses débuts internationaux juniors en 2016 au Trophée Jesolo, où elle se classe 15e au concours général. L'année suivante, elle y remporte l'or aux barres asymétriques et se classe 6e au concours général. Elle participe aux Championnats méditerranéens juniors 2017, où elle remporte trois médailles d'or (concours général par équipe, concours général individuel, saut) et une d'argent (poutre). En juillet, elle participe au Festival olympique de la jeunesse européenne 2017, où elle se classe quatrième au concours général, première aux barres asymétriques et deuxième à la finale par équipes. Iorio participe aux Championnats nationaux italiens, où elle est devenue championne nationale.
Iorio participe aux Championnats d'Europe junior 2018 aux côtés d'Asia D'Amato, Alice D'Amato, Alessia Federici et Giorgia Villa, où l'Italie a remporté l'or par équipe. Individuellement, Iorio a remporté le bronze à la poutre.
À partir de 2018, elle intègre le circuit sénior et elle est appelée aux Championnats d'Europe 2019 aux côtés de Villa et des jumelles D'Amato ; Quatorzième au concours général, elle doit céder sa place en finale en raison des scores plus élevés de ses coéquipières Alice D'Amato et Giorgia Villa. Elle est nommée dans l'équipe pour participer aux Championnats du monde 2019 à Stuttgart, en Allemagne, aux côtés des sœurs D'Amato, Giorgia Villa et Desirée Carofiglio. Qualifiée pour la finale par équipes à la huitième place (est également qualifiée pour les Jeux olympiques de 2020 à Tokyo), l'Italie remporte le bronze, soit une première pour la nation depuis les championnats de 1950 ; qualifiée également pour la finale du concours individuel, elle se blesse à la cheville au saut lors de son quatrième agrès et doit se retirer de la compétition. 
L'année suivante, elle sera de nouveau blessée en septembre avec une lésion aux ligaments de la cheville s'absentera pendant quatre mois. Iorio revient à la compétition aux championnats nationaux italiens de 2021, où elle ne concoure qu'à la poutre et aux barres asymétriques, avec un titre national sur ce dernier agrès. Elle est sélectionnée pour participer aux Championnats du monde de 2021 : elle se qualifie pour la finale des barres asymétriques où elle termine sixième.
En octobre 2022, Iorio est sélectionné comme réserviste dans l'équipe italienne pour participer aux Championnats du monde de Liverpool.
Iorio participe aux championnats d'Europe 2024 aux côtés des jumelles D'Amato, de Manila Esposito et d' Angela Andreoli : lors des finales par épreuve, Iorio remporte l'argent aux barres asymétriques puis le dernier jour de compétition, elle est titrée dans la finale par équipe, Iorio ayant performé aux barres asymétriques et au sol. En juillet, Iorio se classe troisième au concours général lors du championnat d'Italie. Aux Jeux olympiques d'été de 2024, Iorio aide l'Italie à se qualifier pour la finale par équipes en se classant deuxième des séries puis, lors de la finale par équipes, elle est avec ses coéquipières médaillée d'argent, égalant ainsi le meilleur classement olympique par équipes de l'Italie. La dernière fois que les femmes italiennes ont remporté une médaille olympique par équipes, c'était 96 ans auparavant, aux Jeux olympiques d'été de 1928.

## Palmarès
Jeux Olympiques
- Jeux Olympiques Paris 2024 :
  -  médaille d'argent au concours général par équipe

Championnats du monde
- Championnats du monde 2019
  -  médaille de bronze au concours général par équipe

Championnats d'Europe
- Championnats d'Europe 2024
  -  médaille d'or au concours général par équipe
  -  médaille d'argent aux barres asymétriques